# Монтижу (район)
Монтижу (порт. Montijo) — район (фрегезия) в Португалии, входит в округ Сетубал. Является составной частью муниципалитета Монтижу. Находится в составе крупной городской агломерации Большой Лиссабон. По старому административному делению входил в провинцию Эштремадура. Входит в экономико-статистический субрегион Полуостров Сетубал, который входит в Лиссабонский регион. Население составляет 22 915 человек на 2001 год. Занимает площадь 26,34 км².
Покровителем района считается Святой Дух (порт. Espírito Santo).